# Veiligheidspapier

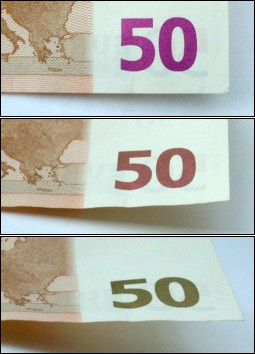
Bankbiljetten: de kleur verandert met de hoek.

Veiligheidspapier is papier met veiligheidsaspecten erin verwerkt. Papier voor bankbiljetten of voor paspoorten vormen voorbeelden.

## Veiligheidsaspecten van papier
- Voor de productie van veiligheidspapier worden speciale celstoffen gebruikt. Deze samenstelling wordt normaliter geheimgehouden, maar wel is bekend dat voor bankbiljetten veel gebruik wordt gemaakt van een speciale katoensoort met lange vezels. Daarnaast worden kunststofvezels gebruikt. Het papiergeld geeft een bepaald gevoel in de vingers, waardoor men alleen al aan het voelen aan het papiergeld echt van vals kan onderscheiden. Papiergeld heeft ook een specifieke klank als je ertegen aantikt.
- Een watermerk is een veiligheidsaspect dat bijna altijd gebruikt wordt. Een watermerk is een verdunning in het papier in een bepaald vorm, dat je kan zien als je door het papier heenkijkt.
- Er wordt een speciaal 1 tot 2 mm brede zilverkleurige metalen strip in of op het papier verwerkt, wat ervoor zorgt dat er na kopiëren een afwijking zal ontstaan (meestal zwart).

## Veiligheidsaspecten van verwerking en druk
- Er wordt een speciaal raster gebruikt op een bankbiljet, waarvan de lijnen zo fijn zijn, dat dit bij kopiëren tot verlies van detail leidt.
- Als je het papier bekijkt onder ultraviolet licht, zijn er vaak oplichtende vezels te zien (dit kan met verschillende kleuren). Onder normaal licht blijven die onzichtbaar.
- Speciale drukkleuren worden gebruikt, die een fotokopieerapparaat niet kan weergeven.
- Er worden glanseffecten gebruikt.
- Er wordt een hologram op het papier gedrukt.
- Speciale drukkleuren worden gebruikt, die ervoor zorgen dat de kleur verandert naargelang de kijkhoek.
- Er wordt een heel kleine letter gedrukt op het papier, waarvan de details verloren gaan bij kopiëren.
- Er wordt een reliëf op het papier gemaakt, door de drukinkt met hoge druk op het papier te drukken.
- Er zijn speciale inkten die alleen met infrarood licht gezien kan worden; dit aspect wordt veel gebruikt bij automatische verwerking van geld in apparaten.
- Bepaalde inkten zijn magnetisch, hetgeen ook als veiligheidsaspect wordt gebruikt.